# Danané (underprefektur)
Danané är en underprefektur i Elfenbenskusten. Den ligger i departementet med samma namn, i den västra delen av landet, 300 km väster om huvudstaden Yamoussoukro.